# Three Kingdoms: Im Jahr des Drachen
Three Kingdoms: Im Jahr des Drachen (chinesisch 傲世 三国, International: Fate of the Dragon) ist ein Echtzeit-Strategiespiel, basierend auf realen historischen Ereignissen (aufgezeichnet von Chen Shou in seinen Chroniken der Drei Reiche). Es wurde in Europa von Eidos Interactive vertrieben.

## Handlung
Das Spiel findet in der Geschichte Chinas statt, rund 184 n. Chr. Der Spieler wählt einen der drei Kriegsherren der Drei Königreiche (Liu Bei von Shu, Cao Cao von Wei und Sun Quan von Wu), baut sein eigenes Reich, entwickelt neue Technologien und erstellt mächtige Armeen, um andere Königreiche zu erobern und schließlich die drei Königreiche zu vereinen.

## Spielbeschreibung

### Spielmodi
Der Spieler hat die Wahl zwischen drei Spielmodi: Kampagne, Gefecht und Mehrspieler. Der erste Modus erlaubt es dem Spieler, die Rolle des Anführers einer der drei Reiche zu übernehmen: Cao Cao, Liu Bei und Sun Quan. In mehreren aufeinanderfolgenden Missionen wiedervereinigt er schließlich China. Beim zweiten Modus findet das Spiel auf einer vom Spieler gewählten Karte mit festgelegten Parametern statt. Im Mehrspielermodus kann über den LAN-Anschluss sowie über das Internet gegen andere Spieler angetreten werden.

### Spielprinzip
Das Spielprinzip ist sehr ähnlich wie bei anderen Echtzeitstrategiespielen: Ressourcen sammeln, eine Armee aufbauen und den Feind besiegen.
Folgende Funktionen unterschied Three Kingdoms: Im Jahr des Drachen zum Zeitpunkt des Erscheinens mit anderen Ablegern dieses Genres:
- Es tauchen zufallsgenerierte Naturkatastrophen wie Brände, Krankheiten oder Erdbeben auf. Um dies zu vermeiden, oder um die Auswirkungen zu mildern, muss der Spieler einen Tempel errichten und entsprechende Technologien entwickeln.
- Um Soldaten zu rekrutieren, muss ein untätiger Bürger in eine der drei Kasernen (Schwertkämpfer-, Bogenschützen- und Lanzenkämpferkaserne) zur entsprechenden Ausbildung geschickt werden.
- Pferde müssen separat ausgebildet werden. Soldaten können auf Pferden in die Schlacht reiten, jedoch bleiben Pferde immer neutral, d. h., auch feindliche Soldaten können die Pferde benutzen.
- Das Spiel findet auf mehreren Karten statt: Es gibt eine Hauptkarte, wo Städte und Dörfer verzeichnet sind. Betritt der Spieler eine Stadt, landet er auf der entsprechenden Stadtkarte.
- Die Städte sind bereits mit einer Mauer umgeben. Das Tor ist der einzige schwache Punkt in der Mauer, der von feindlichen Soldaten und Artillerie zerstört werden kann. Alternativ kann die Mauer mit Hilfe von Leitern erklommen oder durch andere Art und Weise umgangen werden.
- Im Gasthaus ist es möglich, für Gold Helden zu rekrutieren. Es gibt drei Arten von Helden. Stirbt ein Held, taucht er irgendwann wieder im Gasthaus auf. Im Gegensatz zu den Soldaten steigen die Helden in Erfahrungsstufen auf und besitzen einen Loyalitätswert, der stetig sinkt. Dieser Wert hat Einfluss auf den Angriffsschaden des Helden. Um diesen Wert zu erhöhen, kann der Spieler dem Helden Gold schenken und ihm Amtstitel verleihen. Es gibt eine Vielzahl von Titeln wie „Premierminister“, „General, der den Osten eroberte“ und „Offizier des Westens“. Jeder Titel kann nur einmal vergeben werden und ist erst wieder verfügbar, wenn der entsprechende Held einen anderen Titel erhält oder der Titelträger stirbt. Daneben gibt es noch vier offizielle Ehrenämter, die von Helden besetzt sein müssen, um entsprechende Technologien erhalten zu können. Die Helden sind nach den Porträts und Namen einzigartig und sollen die historischen Charaktere darstellen.
- Auf den Karten gibt es Buddha-Statuen ohne Kopf. Bürger können kopflose Buddha-Statuen reparieren. Dafür erhält man entweder weitere Bürger, Ressourcen, Pferde, Militäreinheiten oder Gold.
- Gold erhält man hauptsächlich durch Steuern. Den Steuersatz kann man selbst anpassen. Sowohl die eigene Stadt bzw. Städte und die eingenommenen Dörfer entrichten monatlich Steuern. Der Steuersatz hat Einfluss auf das Bevölkerungswachstum.
- Kriegsführung: Sobald die Soldaten die eigene Stadtkarte verlassen, werden sie nicht mehr mit Nahrung, Fleisch und Wein versorgt. Dadurch sinkt der Angriffsschaden der Soldaten. Je länger sich die Soldaten außerhalb einer eigenen Stadt befinden, desto schwächer werden diese. Um den Angriff auf eine feindliche Stadt wieder zu erhöhen, können Versorgungslager errichtet werden. Versorgungslager führen eine begrenzte Anzahl von Nahrung, Fleisch und Wein aus der eigenen Stadt mit. Soldaten können im Lager untergebracht werden, damit sich diese wieder erholen können.

Um das Spiel zu gewinnen, muss der Spieler alle feindlichen Städte einnehmen, in dem er dort die gegnerische Streitmacht besiegt und das Regierungsgebäude erobert. Eine eroberte Stadt fällt dann sofort unter die Kontrolle des Eroberers.

## Rezeption
Insgesamt litt das Spiel zum Release unter dem stetigen Vergleich zur Strategiespielreihe Age of Empires, was sich in den durchschnittlichen Bewertungen widerspiegelt.